# Gymnosperma glutinosum
 Gymnosperma glutinosum  Less., 1832 è una specie di piante angiosperme dicotiledoni della famiglia delle Asteraceae, sottofamiglia Asteroideae,  tribù Astereae (North American lineage) e sottotribù Gutierreziinae.  Gymnosperma glutinosum è anche l'unica specie del genere  Gymnosperma   Less., 1832.

## Etimologia
Il nome generico (Gymnosperma) deriva dal greco e significa "seme nudo". L'epiteto specifico (glutinosum) significa appiccicoso, viscoso, glutinoso, con colla o glutine.
Il nome scientifico della specie è stato definito dal botanico Christian Friedrich Lessing (1809-1862) nella pubblicazione " Synopsis Generum Compositarum Earumque Dispositionis Novae Tentamen Monographiis Multarum Capensium Interjectis... Berolini [Berlin]" (  Syn. Gen. Compos. 194) del 1832. Il nome scientifico del genere è stato definito nella stessa pubblicazione.

## Descrizione

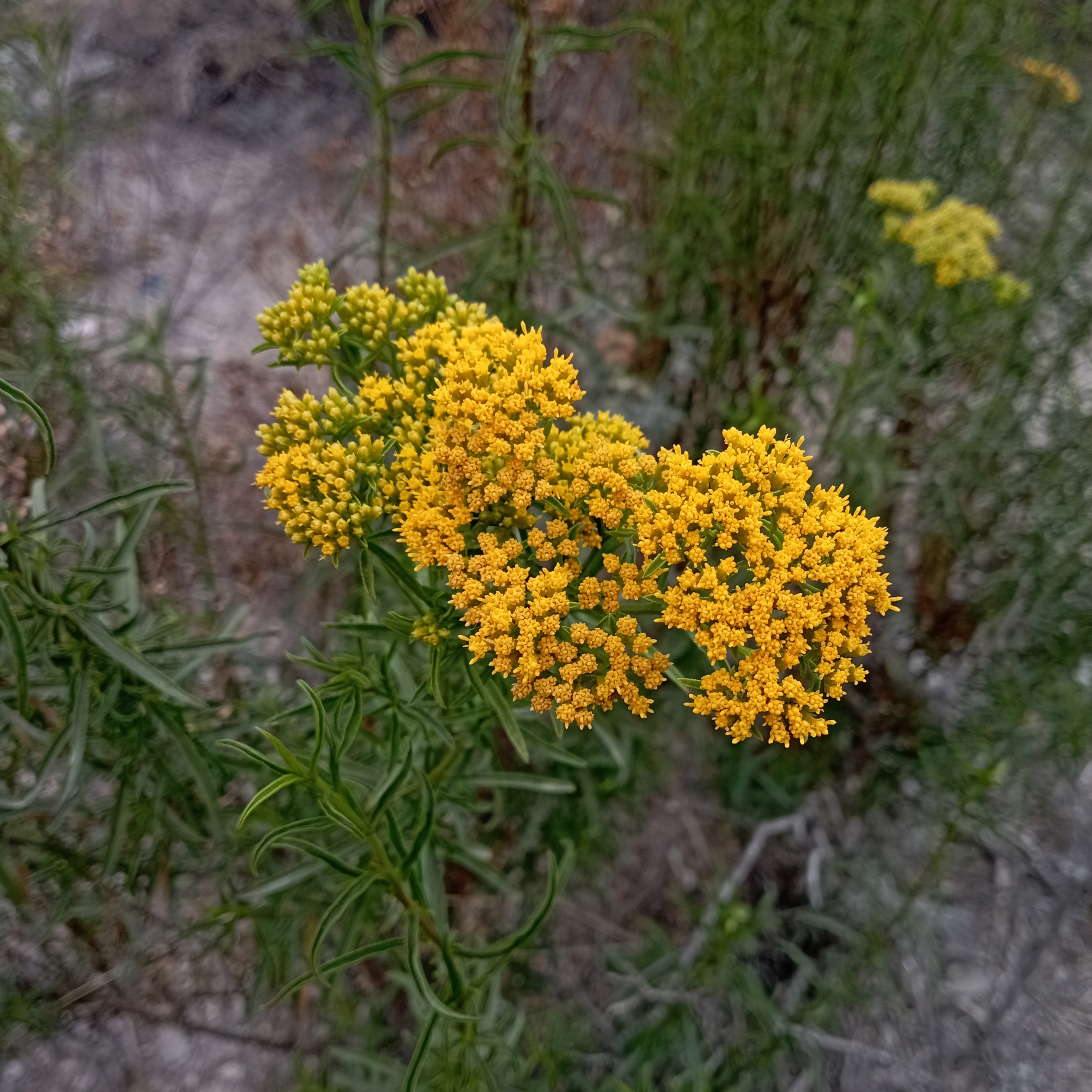
Il portamento

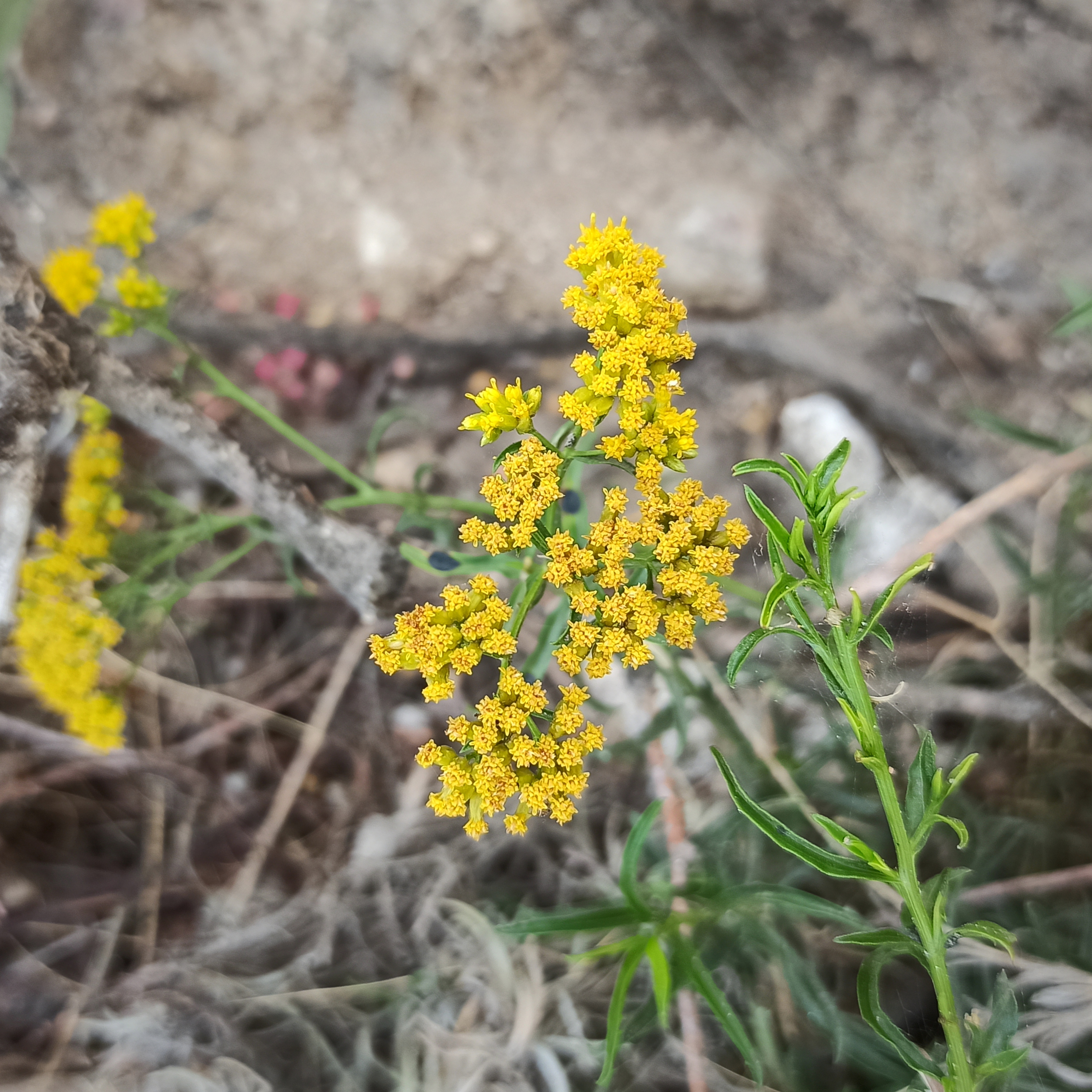
Infiorescenza

Portamento. La specie di questa voce ha un habitus di tipo arbustivo glabro e glutinoso.
Fusto. La parte aerea in genere è eretta, semplice o ramosa. 
Foglie. Le foglie sono disposte in modo alternato, per lo più sessili e decorrenti lungo il fusto. La lamina è semplice con forme da lineari a strettamente lanceolate, oblanceolate o ellittiche con 1 o 3 nervature parallele. Sulla superficie possono essere presenti dei punti ghiandolari.
Infiorescenza. Le sinflorescenze sono composte da diversi capolini raccolti in compatte formazioni corimbose. Le infiorescenze vere e proprie sono composte da un capolino terminale sessile di tipo radiato o disciforme. I capolini sono formati da un involucro, con forme da turbinato-cilindriche a ellittico-obovoidi, composto da diverse brattee, al cui interno un ricettacolo fa da base ai fiori di due tipi: fiori del raggio e fiori del disco. Le brattee, piatte e a consistenza erbacea (sono coriacee nella parte basale), sono disposte in modo più o meno embricato e scalato su 2 - 4 serie. Il ricettacolo in genere è nudo ossia senza pagliette a protezione della base dei fiori; la forma è piatta o da convessa a conica.
Fiori.  I fiori sono tetra-ciclici (formati cioè da 4 verticilli: calice – corolla – androceo – gineceo) e pentameri (calice e corolla formati da 5 elementi). Si distinguono in:
- fiori del raggio (esterni): da 4 a 9 per capolino, sono femminili; la forma è ligulata (zigomorfa);
- fiori del disco (centrali): da 4 a 6, sono con forme brevemente tubulose (attinomorfe); sono ermafroditi o funzionalmente maschili.

- Formula fiorale:

*/x K {\displaystyle \infty }, [C (5), A (5)], G 2 (infero), achenio
- Calice: i sepali del calice sono ridotti ad una coroncina di squame.

- Corolla:

- fiori del raggio: la forma della corolla alla base è più o meno tubulosa, mentre all'apice è ligulata; la ligula può terminare con alcuni denti; il colore è giallo;
- fiori del disco: la forma è tubulare-imbutiforme bruscamente divaricata in 5 lobi; i lobi, riflessi-attorcigliati, hanno una forma lanceolata; il colore è giallo-arancio.

- Androceo: l'androceo è formato da 5 stami sorretti da filamenti generalmente liberi; gli stami sono connati e formano un manicotto circondante lo stilo con inserzione nella giunzione tra il tubo della corolla e il lembo; le teche (produttrici del polline) alla base sono troncate e sono lievemente auricolate (molto raramente sono speronate o hanno una coda); le appendici apicali delle antere hanno delle forme piatte e lanceolate; il tessuto endoteciale (rivestimento interno dell'antera) è quasi sempre polarizzato (con due superfici distinte: una verso l'esterno e una verso l'interno). Il polline è sferico con un diametro medio di circa 25 micron;  è tricolporato (con tre aperture sia di tipo a fessura che tipo isodiametrica o poro) ed è echinato (con punte sporgenti).[11][13]

- Gineceo: l'ovario è infero uniloculare formato da 2 carpelli.[7] Lo stilo (il recettore del polline) è profondamente bifido (con due stigmi divergenti) e con le linee stigmatiche marginali separate.[14] I due bracci dello stilo hanno una forma lanceolata e possono essere papillosi o ricoperti da ciuffi di peli.

Frutti. I frutti sono degli acheni con pappo. Gli acheni, con forme colonnari o affusolate, sono lateralmente compressi (senza nervature); la superficie è strigosa. Il pappo è quasi assente o formato da una minuta corona di scaglie.

## Biologia
Impollinazione: tramite insetti (impollinazione entomogama tramite farfalle diurne e notturne).

Riproduzione: la fecondazione avviene fondamentalmente tramite l'impollinazione dei fiori.

Dispersione: i semi cadono a terra e vengono dispersi soprattutto da insetti come formiche (disseminazione mirmecoria). Un altro tipo di dispersione è zoocoria: gli uncini delle brattee dell'involucro (se presenti) si agganciano ai peli degli animali di passaggio che portano così i semi anche su lunghe distanze. Inoltre per merito del pappo il vento può trasportare i semi anche per alcuni chilometri (disseminazione anemocora).

## Distribuzione e habitat
La specie di questa voce è distribuita in U.S.A. e Messico.

## Sistematica
La famiglia di appartenenza di questa voce (Asteraceae o Compositae, nomen conservandum) probabilmente originaria del Sud America, è la più numerosa del mondo vegetale, comprende oltre 23.000 specie distribuite su 1.535 generi, oppure 22.750 specie e 1.530 generi secondo altre fonti (una delle checklist più aggiornata elenca fino a 1.679 generi). La famiglia attualmente (2021) è divisa in 16 sottofamiglie; la sottofamiglia Asteroideae è una di queste e rappresenta l'evoluzione più recente di tutta la famiglia.

### Filogenesi
La tribù Astereae (una delle 21 tribù della sottofamiglia Asteroideae) comprende circa 40 sottotribù. In base alle ultime ricerche nella tribù sono stati individuati (provvisoriamente) 5 principali lignaggi:
- Basal grade: include alcuni generi isolati, il gruppo "South American-Oceania",  alcune sottotribù africane e il gruppo dei generi legnosi del Madagascar.
- Bellis lineage: comprende le sottotribù eurasiatiche e una sottotribù africana.
- Aster lineage: include i generi asiatici di Asterinae e i principali gruppi dell'Australia e dell'Oceania.
- Baccharis lineage: include alcuni gruppi sudamericani.
- North American lineage: include la vasta gamma di sottotribù del Nordamerica, Messico e alcuni gruppi distribuiti nel Sudamerica.

Il genere  Gymnosperma  (insieme alla sottotribù Gutierreziinae) è incluso nel lignaggio "North American lineage". In precedenti trattazioni la specie di questa voce era descritta all'interno della sottotribù Solidagininae. In base a ricerche di tipo filogenetico il genere di questa voce, nell'ambito della sottotribù, occupa una posizione più o meno centrale insieme ai generi Euthamia, Gutierrezia e Amphiachyris.
I caratteri distintivi della specie  Gymnosperma glutinosum sono:
- l'habitus delle piante è di tipo arbustivo;
- i fiori del raggio eccedono l'involucro di poco;
- il numero cromosomico è 2n=8 o 16.

### Sinonimi
Sono elencati alcuni sinonimi per questa entità:
- Denekia glutinosa (Spreng.) F.Dietr.
- Selloa glutinosa  Spreng.
- Xanthocephalum glutinosum  (Spreng.) Shinners
- Baccharis fasciculosa  Klatt
- Gymnosperma corymbosum  DC.
- Gymnosperma multiflorum  DC.
- Gymnosperma scoparium  DC.
- Selloa corymbosa  Kuntze
- Selloa multiflora  Kuntze
- Selloa scoparia  Kuntze